# Norodom Arunrasmy
Norodom Arunrasmy lub Norodom Arun Rasmey (ur. 2 października 1955 w Phnom Penh) – księżniczka kambodżańska, najmłodsza córka króla Norodoma Sihanouka. 

## Życiorys
W latach 80. XX w. rozpoczęła karierę zawodową w bankowości. W 1980 zaczęła pracę w Bank of California w Long Beach w USA. Od 1985 do 1990 pracowała w Siam Commercial Bank w Nowym Jorku. W latach 1992–1997 była wicedyrektorem, a następnie dyrektorem Banku Rolniczego Kambodży. 
Od 1993 do 1997 wchodziła w skład Komitetu Kambodżańskiego Czerwonego Krzyża. Uczestniczyła również w wielu wydarzeniach dyplomatycznych, w czasie gdy jej mąż, Puth Rasmey, pełnił funkcję ambasadora Kambodży w Niemczech.
W latach 1999–2004 była członkinią Koła Kobiet ASEAN-u (ASEAN Ladies Cirlce). W październiku 2004 objęła stanowisko ambasadora Kambodży w Malezji. 
Przed wyborami parlamentarnymi w lipcu 2008, została kandydatką partii FUNCINPEC do urzędu premiera.